# Mała encyklopedia lotnicza
Mała encyklopedia lotnicza – jednotomowa, popularna polska encyklopedia lotnicza wydana w dwudziestoleciu międzywojennym w Warszawie przez członków polskiej organizacji Ligi Obrony Powietrznej i Przeciwgazowej .

## Opis
Encyklopedia od 1936 publikowana była w odcinkach zamieszczanych w czasopiśmie Ligi Obrony Powietrznej i Przeciwgazowej pt. „Lot i oplg Polski". Ze względu na dobre przyjęcie przez czytelników Zarząd Główny L.O.P.P. postanowił wydać ją w formie książkowej, co nastąpiło w 1938. Treść opracował polski pilot oraz pisarz wojskowy i lotniczy – pułkownik Sergiusz Abżółtowski, z pomocą Tadeusza Sztybla .
Mała encyklopedia lotnicza liczy 507 stron. Jest bogato ilustrowana – zawiera czarno-białe zdjęcia, wykresy, schematy, tabele oraz mapy. Grupuje informacje z zakresu lotnictwa cywilnego oraz wojskowego. Zarząd L.O.P.P. chciał dzięki niej popularyzować tematykę lotniczą wśród społeczeństwa polskiego, a szczególnie wśród młodzieży. Treść oparto na polskich, rosyjskich, angielskich, francuskich, niemieckich książkach i czasopismach branżowych podejmujących tematykę lotniczą, biogramy zaczerpnięto z Encyklopedii wojskowej, co odnotowano we wstępie .

## Wydanie
Encyklopedię opublikowano w jednej edycji :
- T. 1 (A – Ż, 507 s.), Warszawa 1938